# Frederik von Bülow

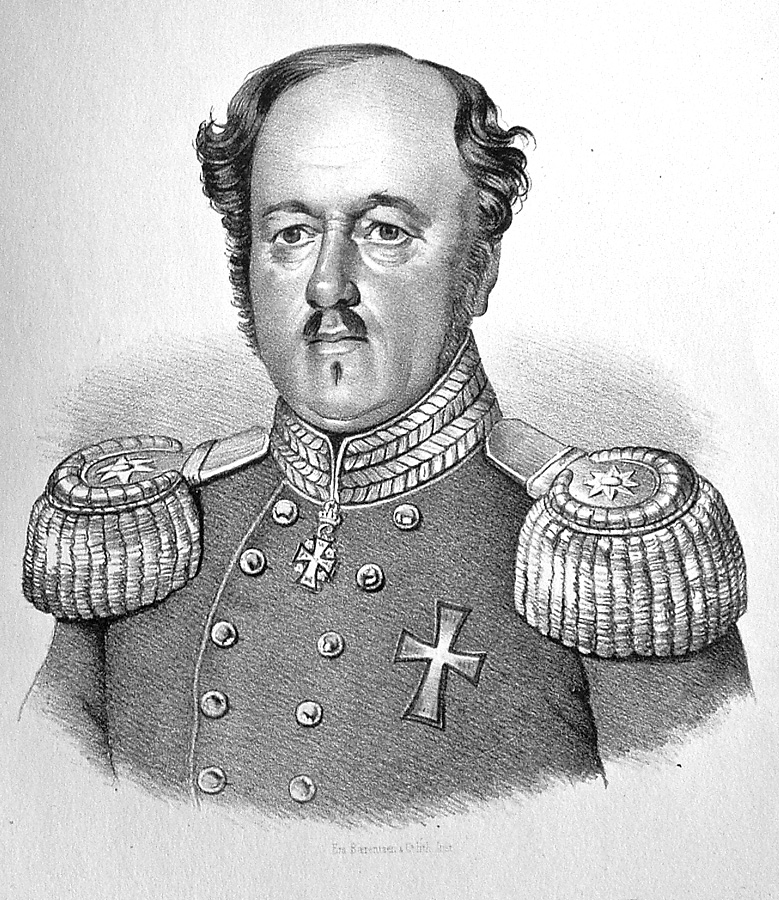
Frederik Rubeck Henrik von Bülow.

Frederik Rubeck Henrik von Bülow, född 4 februari 1791, död 16 juni 1858, var en dansk militär.
von Bülow blev 1808 officer vid infanteriet och 1847 överste. År 1848 befordrades han till generalmajor och 1852 till general. Under 1848–50 års krig var von Bülow först chef för 1:a brigaden men blev i november 1848 kommendant på Als och 10 april 1849 överbefälhavare över danska armén. Som sådan vann han den avgörande segern vid Fredericia 6 juli 1849 under Slesvig-holsteinska kriget, men måste till följd av sjukdom nedlägga befälet följande år. År 1852 blev han kommenderande general i Sønderjylland och 1855 på Själland.
År 1855 blev han danskt sändebud i London.